# جامع الوزير

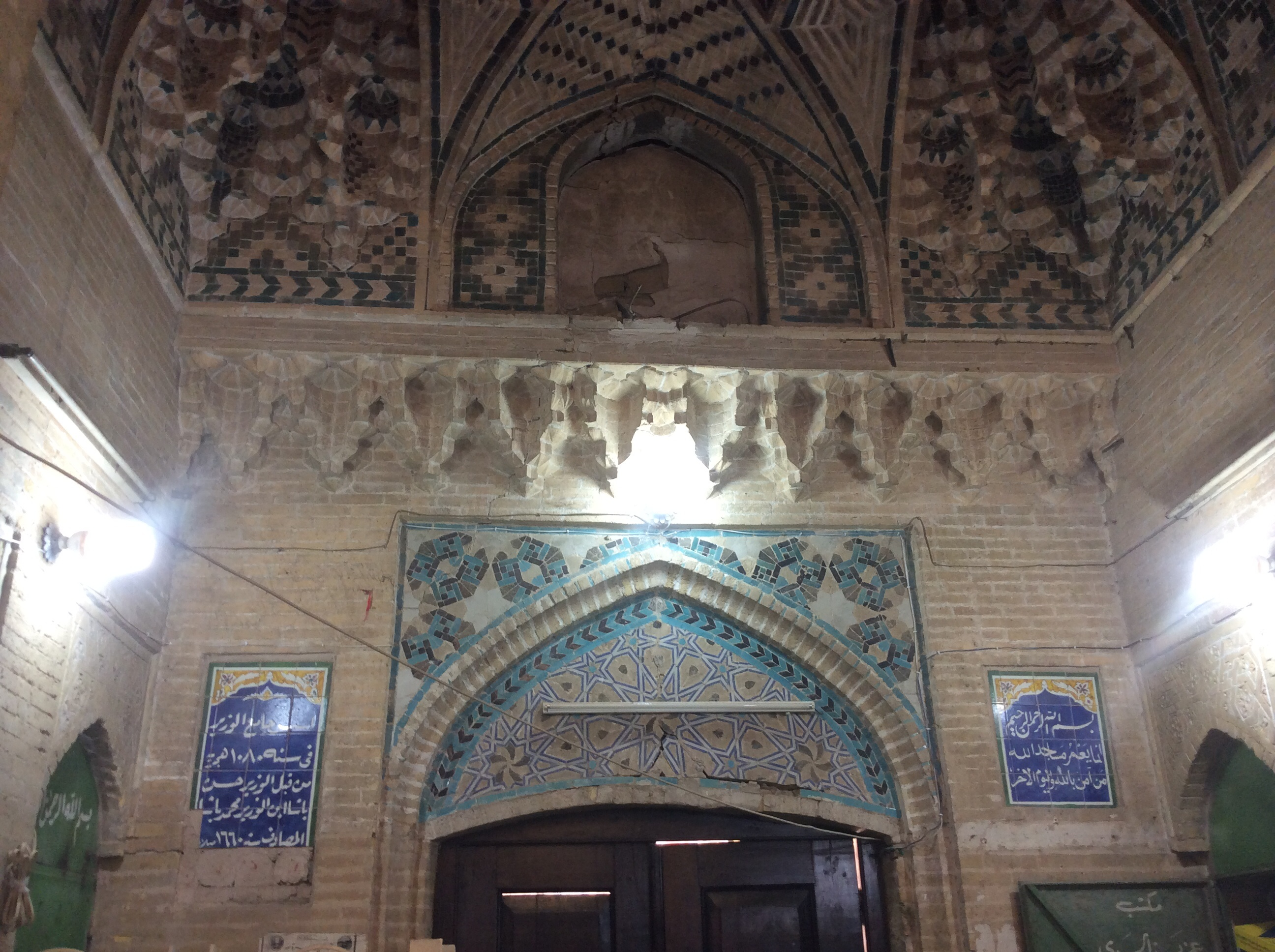
جامع الوزير

جامع الوزير هو من مساجد بغداد القديمة، وجرى بناؤه في عام 1008 هـ/ 1599م، ولقد بناهُ الوزير حسن باشا بن محمد باشا الطويل زمن ولايتهِ لبغداد في أيام السلطان محمد خان، وجرى ترميمه وإعادة بنائه في عهد الدولة العثمانية عام 1070 هـ/ 1660م، ويقع في جانب الرصافة من مدينة بغداد، خلف سوق السراي على ضفاف نهر دجلة، ولقد هُدم هذا المسجد وأُضيفت بعض مساحتهِ إلى مدخل جسر المأمون (جسر الشهداء حالياً) في عام 1939م، ثم أنشئ في بعض أرضهِ مصلى حديث بهيئة لا صلة لها بما كان عليهِ المسجد الأثري سابقا، ويحتوي المسجد على مصلى حرم واسع يتسع لأكثر من 400 مصل، وتعلو الحرم قبة مزكرشة بالكاشي الكربلائي، وعلى يسارها منارة مئذنة تستند على أربع ركائز مدورة ويوجد فيه أيضا مصلى صيفي يتسع لأكثر من 250 مصل، وفي الجامع حديقة تطل على ضفاف نهر دجلة. وللمسجد بابان أحدهما باب حديدي يطل على الشارع العام، والآخر باب خشبي مصنوع من خشب الصاج القديم، يفضي إلى سوق السراي.
وتروى حكاية في سبب بنائهِ حيث قيل إنه بُني هذا الجامع بأموال التجار الذين غرقت بضائعهم في النهر، ولم يستطيع ولاة الأمر التعرف على بضائعهم فاقترحوا في حينها بيع البضائع والسلع وبناء مسجد بثمنها، فبني مبنى الجامع من أموال بيع البضائع المتروكة.، وذكر المؤرخ مصطفى جواد إن الجامع بني في الموضع نفسه الذي كان مشغولا بمدرسة دينية قديمة تدعى المدرسة التتشية.
ذكر السيد محمود شكري الآلوسي تاريخ بنائهِ فقال: (هُدم هذا المسجد وانتهت عمارتهِ سنة 1360 هـ، ولم يبقَ منهُ إلا منارتهِ فأعادتهُ مديرية الأوقاف العامة في عام 1957م، ثم جددهُ ديوان الأوقاف عام 1975م، وكان الشيخ عبد الجبار الأعظمي يقيم فيهِ إماما وخطيباً وكانت مجلتهُ (الثقافة الإسلامية) تصدر عنهُ بعد انتقالها من جامع الأورفلي، وكان الجامع في الأصل مدرسة عباسية قديمة أنشأها الأمير السلجوقي خمارتيكن بن عبد الله سنة 500 للهجرة وعرفت باسم المدرسة التتشية، وتتش اسم تنسب لهُ عدة مواضع منها هذا الموضع الذي بنيت فيهِ المدرسة، وممن تولى الإمامة والخطابة فيهِ الشيخ محمد بن حسن البيرقدار المتوفي بمكة في 17 تشرين الأول 1980).